# Cesare Goldmann
Cesare Goldmann (Trieste, 21 luglio 1858 – Roma, 10 ottobre 1937) è stato un imprenditore e politico italiano.

## Biografia
Cesare Goldmann nacque a Trieste da Enrico Goldmann e Carolina Norsa Goldmann, in una facoltosa famiglia ebraica, tuttavia rovinata nel 1873 dal crollo della borsa di Vienna. La sorella maggiore di Cesare, Sofia Goldmann, sposò Federico Tivoli, da cui sarebbe nata Arduina Fanny Irma Tivoli (1873–1949), moglie di Angelo Sraffa e madre del noto economista Piero Sraffa. A causa delle difficoltà economiche della famiglia venne costretto ad interrompere i propri studi, trovando lavoro in una filiale del Cotonificio Cantoni avente sede a Torino, città nella quale si trasferì nel 1876. Di orientamento politico socialdemocratico e anticlericale, si distaccò progressivamente dalla fede ebraica, aderendo alla loggia massonica Pietro Micca-Ausonia di Torino divenendone venerabile tra il 1889 e il 1891 (secondo alcune fonti, succedendo a Edoardo Daneo; secondo altre fonti ricoprendo tale incarico congiuntamente a Daneo). Goldmann finanziò in quel periodo il Circolo Garibaldi e si fece promotore di varie attività filantropiche, contribuendo alla creazione a Torino, insieme ai fratelli di loggia, di società di mutuo soccorso, asili infantili, cucine popolari. Sposò Emma De Benedetti dalla quale ebbe un figlio, Enrico e una figlia, Lia Silvia. 
Ricoprì la carica di consigliere comunale a Torino venendo eletto nel 1892 e nel 1895. Si trasferì nel 1897 a Milano, dove lavorò presso la Stamperia Italiana in qualità di direttore commerciale; mantenne tale incarico fino al 1907. A Milano entrò nella loggia ambrosiana Eterna Luce. Goldmann acquisì una posizione preminente nel mondo dell'imprenditoria milanese, assumendo la presidenza di varie società; tra queste troviamo la Società italiana di credito, la Società commissionaria di importazione ed esportazione, la Anonima officine Moncenisio, la Anonima Rejna, la Fonderia milanese di acciaio. Fu inoltre azionista di giornali di larga diffusione, tra cui «Il Sole», «Il Carroccio» e «Il Secolo». Schierato su posizioni irredentiste e interventiste, presiedette durante la prima guerra mondiale l'Associazione politica fra gli italiani irredenti. Goldmann aderì inoltre al Comitato per la preparazione, organizzazione dichiaratamente interventista sorta nel gennaio del 1915 a Torino su iniziativa di imprenditori, aristocratici e politici.
Nel 1917 in seguito all'espulsione di Mussolini dal partito socialista, finanziò le pubblicazioni del «Popolo d'Italia» in forti difficoltà elargendo un contributo di 17.000 lire. Nell'immediato dopoguerra fu tra i partecipanti (uno dei 206 presenti nell'elenco, non esaustivo, fatto da Franzinelli) alla riunione fondativa dei Fasci italiani di combattimento, svoltasi il 23 marzo 1919. In tale circostanza Goldmann mise a disposizione il salone del Circolo dell'Alleanza industriale e commerciale da lui stesso presieduto. Dal resoconto del Popolo d'Italia è noto che oltre a Goldmann fossero presenti all'assemblea altri ebrei italiani, tra i quali Piero Jacchia, Riccardo Luzzatto, Eucardio Momigliano, Enrico Rocca. Come molti dei Sansepolcristi, anche i membri di questa pattuglia erano molto eterogenei dal punto di vista ideologico e avrebbero avuto negli anni successivi traiettorie umane diversissime.
Assieme a Jósef Leopold Toeplitz, Elio Jona e Gino Olivetti, finanziatori del mussoliniano Il Popolo d'Italia e della marcia su Roma, Goldmann fu, tra gli ebrei italiani, uno degli esponenti di punta del mondo dell'imprenditoria italiana già interventista che appoggiarono il Partito Fascista delle origini. La presenza di personalità della comunità ebraica italiana nella fase formativa del fascismo è stata interpretata come un elemento a supporto della tesi secondo la quale l'antisemitismo non fosse un elemento costitutivo di tale movimento, quantomeno nella sua fase originaria. Di diverso avviso è invece Giorgio Fabre, nella sua opera Mussolini razzista. Dal socialismo al fascismo: la formazione di un antisemita, una ricostruzione dell'approccio assunto verso l'antisemitismo da parte del fascismo e sul piano personale da Mussolini. 
Il coinvolgimento di Goldmann ha generato inoltre una discussione circa l'effettivo ruolo avuto dalla massoneria nel processo formativo del fascismo; va tuttavia considerato come le iniziative di adesione manifestate da massoni in quella fase siano state inquadrate più appropriatamente quali iniziative aventi carattere personale piuttosto che rappresentative della posizione della massoneria nel suo complesso. Negli anni venti e trenta fu presidente della Società di credito commerciale italiana e della Fonderia milanese di acciaio nonché cofondatore e vicepresidente della casa editrice Imperia (costituita a fine 1922, di proprietà del Partito Nazionale Fascista) assieme, tra gli altri, al Senatore Borletti e Dino Grandi.
Nel 1931 Riccardo Galli realizzò un ritratto di Cesare Goldmann. 
Morì a Roma nel 1937 e venne sepolto nel cimitero monumentale di Milano. La sua morte venne menzionata in un articolo, intitolato "Due sansepolcristi scomparsi", pubblicato nel periodico La Nostra Bandiera, numero 1-16 ottobre 1937.